# 赤い風船 (浅田美代子の曲)
「赤い風船」（あかいふうせん）は、1973年4月21日に発売された浅田美代子のデビューシングル。当時のCBS・ソニーの別レーベル・EPICレーベルからリリースされた。

## 解説
- 当時の浅田のキャッチフレーズは「ソニーエンジェル」。
- レギュラー出演していたTBS系ドラマ『時間ですよ』の劇中で歌われた楽曲。
- オリコンでは2位で初登場し、翌週に1位を獲得。これは1980年12月に近藤真彦が「スニーカーぶる〜す」で、デビュー曲初登場1位を記録するまでデビュー曲の初登場最高記録だった。
- 累計売上は80万枚[1]。

## 収録曲
- 両楽曲共に、作詞：安井かずみ。

1. 赤い風船（3分3秒）
作曲・編曲：筒美京平
2. いつかどこかで（3分20秒）
作曲：山下毅雄／編曲：ボブ佐久間

## 収録アルバム
- 『GOLDEN☆BEST 浅田美代子』
- 『THE HIT MAKER -筒美京平の世界-』 - 作曲家活動40周年記念CD-BOX。「赤い風船」収録。

## カバー
- チューインガム（1973年、アルバム『逃げた小鳥／赤い風船』収録）
- 由紀さおり（1973年、アルバム『恋文』収録）
- 石川さゆり（1973年、アルバム『デビュー・アルバム』収録）
- 森昌子（1973年、アルバム『白樺日記〜マコ初恋へのあこがれ』収録）
- 葉山ユリ（1974年、アルバム『私はシャンソン』収録）
- けい子とエンディ・ルイス（1974年、アルバム『隣りの二人』収録）
- 西崎みどり（1975年、アルバム『旅愁 十四歳のぷろふぃーる』収録）
- 豊川誕（1975年、アルバム『汚れなき悪戯・星めぐり』収録）
- 清水ミチコ（1989年、アルバム『幸せのこだま』[2]収録）
- ギルガメ・セクシーメイツ（1992年、アルバム『セクシー・タイムスリップ』[3]収録）
- 三代目魚武濱田成夫（1997年、アルバム『続・三代目魚武濱田成夫』収録）
- THE THRILL（1997年、カバーアルバム『K.T.ゴールデン・リスペクターズ〜筒美京平グレーテスト・カヴァーズ』収録）
- the Indigo（2006年、カバーアルバム『ワンスモア』収録）
- 遠藤賢司（2007年、アルバム『遠藤賢司実況録音大全【第一巻】1968-1976』[4]収録）
- カバーソング・ドールズ（2008年、カバーアルバム『Cover Song Dolls 2』収録）
- R40（2009年、アルバム『君が眠ったあとに』収録）
- 赤坂陽（2009年、シングル「赤い風船」収録）
- 泪橋学園女子カバー部（2011年、アルバム『アイドル列伝!!カバー48〜美少女時代 NON STOP MIX』収録）
- 一青窈（2012年、カバーアルバム『歌窈曲』収録）
- 河口恭吾（2013年、カバーアルバム『昭和40年男たちのメロディー 〜君を好きだったあの頃3〜』収録）
- 長澤えりな（2015年、シングル「センチメンタル・ジャーニー／赤い風船」収録）
- 真心ブラザーズ（2015年、カバーアルバム『PACK TO THE FUTURE』収録）
- 浅田あつこ（2015年、アルバム『浅田あつこ全曲集〜蒼い海峡〜』収録）